# Donat Mg
Donat je blagovna znamka mineralne vode, ki jo podjetje Atlantic Droga Kolinska (Atlantic Grupa) pridobiva iz vrtin v Rogaški Slatini. Na trg je prišla leta 1976 kot naslednica Donata.
Najmočnejša trga zanjo sta Slovenija in Rusija. Leta 2018 je bila njena plastenka upodobljena na znamki Pošte Slovenije v vrednosti 0,48 €.

### Zgodovina
Leta 1803 so po prizadevanjih deželnega glavarja Ferdinanda Attemsa lastniki Slatinskih vrelcev postali štajerski deželni stanovi. Takrat se je tam začelo razvijati javno zdravilišče. Leta 1918 je Rogaška Slatina postala državna last.
Poleg Donata sta bila v Rogaški Slatini pomembna vrelca še Tempel in Styria. Gozdni vrelec z manj vode, ob vznožju Janine, je služil le okoliškemu prebivalstvu.
Do obsežnih del leta 1908 so bili poleg teh še vrelci: Alfa, Beta, Gama, Ferdinandov (grof Attems), Gothardov (admontski opat Kugelmayer), Johanov (nadvojvoda Janez), Moritzev (Blagotinšek pl. Kaiserfeld) in Jožefov (grof Kottulinsky). Ti so bili podzemsko priključeni k Templu, Donatu in Styriji.
V letih 1952, 1953, 1958, 1967 in 1975 so izvedli nova vrtanja. Lokacijo za najpomembenjšo vrtino K-2/75 v bližini Spodnje Kostrivnice, iz katere so bile v naslednjih desetletjih počrpane tri četrtine Donata Mg, je pozimi 1975 določil geofizik Janez Lapajne.

### Proizvodnja in prodaja
- Leta 1934 so po Jugoslaviji in v tujino izvozili največ steklenic iz vrelca Tempel (90%), nato iz Donata (16%) in Styrie (14%), vsega skupaj 2.500.000 steklenic.[6]

- Leta 1974 je polnilnica v Rogaški Slatini Donat in Styrio tržila kot zdravilno, Tempel pa kot namizno vodo. Styria ni bila v prodaji zaradi premajhne količine, ostali dve pa sta se prodajali po Jugoslaviji in v Evropi. Med jugoslovanskimi prodajalci mineralne vode so bili na tretjem mestu, za Radensko in Knjazem Milošem. Za razliko od Italije in Francije mineralne vode niso polnili v plastenke kljub tehničnim in finančnim oviram, ker iz njih CO2 izhlapi, želeli pa so prodajati močno gazirano vodo. Steklenice so bile takrat že dražje od same vode, zelo drage pa so bile tudi plastične košare za steklenice.[10]

- Leta 1975 geofizik Janez Lapajne v bližini Spodnje Kostrivnice določi lokacijo za najpomembnejšo vrtino za črpanje Donata Mg.[9]

- Leta 1976 je Donat nasledil Donat Mg.[3]

- Leta 1977 je Donat Mg po proizvodnji prvič presegel Tempel. Prodaja in izvoz sta rasla.[3]

- Leta 1985 je bila poleg Donata Mg v prodaji še namizna mineralna voda Rogaška.[11] Odprili so novo polnilno linijo.[12]

- Leta 1986 so v beograjski luki postavili nov distribucijski center.[12]

- Leta 1988 je prodaja Donata Mg padla za 15 odstotkov, mineralne vode Rogaška pa so prodali za sedem odstotkov več.[13] V Trogirju so postavili novo skladišče.[14]

- Leta 1990 je prodaja Donat Mg v Sloveniji nazadovala.[15]

- Leta 1992 je bil poleg Donata Mg v prodaji Tempel, ki je bil njihova najbolj prodajana pijača.[16]

- Leta 1994 so ustekleničili 12 milijonov steklenic Donat Mg, tri milijone steklenic so izvozili v Italijo, Avstrijo in Nemčijo.[17] Hrvaški trg se je zapiral.[18]

- Leta 1996 je Rogaške vrelce kupila Kolinska.[19]

- Leta 2004 so postavili novo linijo za polnjenje brezalkoholnih pijač in vode.[19]

### Trženje
Od leta 2010 si je Droga Kolinska, takrat v lasti Istrabenza, prizadevala, da bi Donat Mg približala mlajšim in športno aktivnim potrošnikom ter da ta voda ne bi bila znana le kot sredstvo proti zgagi in za odvajanje.

### Podoba in embalaža
Steklenice so imele najprej rumene nalepke in zamaške. Okoli leta 1925 je imel Donat na zeleni nalepki v logotipu podobo mižeče ženske, ki pije iz kozarca. Od šestdesetih let naprej se na etiketah pojavlja Apolon. Med letoma 1977 in 1991 je imel Donat Mg rumeno etiketo. Zdajšnjo podobo je dobil konec leta 2013. Ustvarila jo je barcelonska agencija Cba Pointbleu. Na to prenovo je vplivala želja pridobiti mlade kupce, ki so uporabljali spletna družbena omrežja.
Leta 1997 so Donat začeli polniti v pollitrske, leta 2000 pa še v litrske plastenke.

### Spor s Hotelom Sava Rogaška
Leta 2008 je družba Hotel Sava Rogaška dobila 30 letno koncesijo za izkoriščanje vrtine RgS-2/88, ki jo je skupaj z ozemljem kupila leta 2004. To vrtino je Kolinska prej prepustila Zdravilišču Rogaška z zagotovilom, da se voda ne bo prodajala. Droga Kolinska (takrat že del Atlantic Grupe) je dodelitvi koncesije nasprotovala, saj je menila, da je ta vrtina na njenem ozemlju. Trdila je tudi, da je bila koncesija podeljena na podlagi lastništva, ne javnega razpisa, in da ni bila stranka v postopku. Leta 2011 je Vlada RS dovolila obnovo postopka zaradi priznanja Droge Kolinska kot stranke v postopku, na kar se je Sava Rogaška odzvala s tožbo. Leta 2011 je Droga Kolinska ovadila slatinskega župana in lastnika Sava Rogaške zaradi dodelitve gradbenega dovoljenja za gradnjo polnilnice in cevovoda. Leta 2017 je bila koncesija razveljavljena, saj Sava Rogaška na dan pridobitve koncesije ni črpal vode iz vrtine. Leta 2018 je Vlada RS zavrnila zahtevek Droge Kolinske za podelitev koncesije za rabo te vrtine.